# Comuna Holopîci, Lokaci
Holopîci (în ucraineană Холопичі) este o comună în raionul Lokaci, regiunea Volînia, Ucraina, formată din satele Holopîci (reședința), Juraveț, Mankiv și Movceaniv.

## Demografie
Componența lingvistică a satului Holopîci
     Ucraineană (99,36%)
     Alte limbi (0,65%)
Conform recensământului din 2001, majoritatea populației satului Holopîci era vorbitoare de ucraineană (99,36%), existând în minoritate și vorbitori de alte limbi.